# Mausolée de l'imam Reza

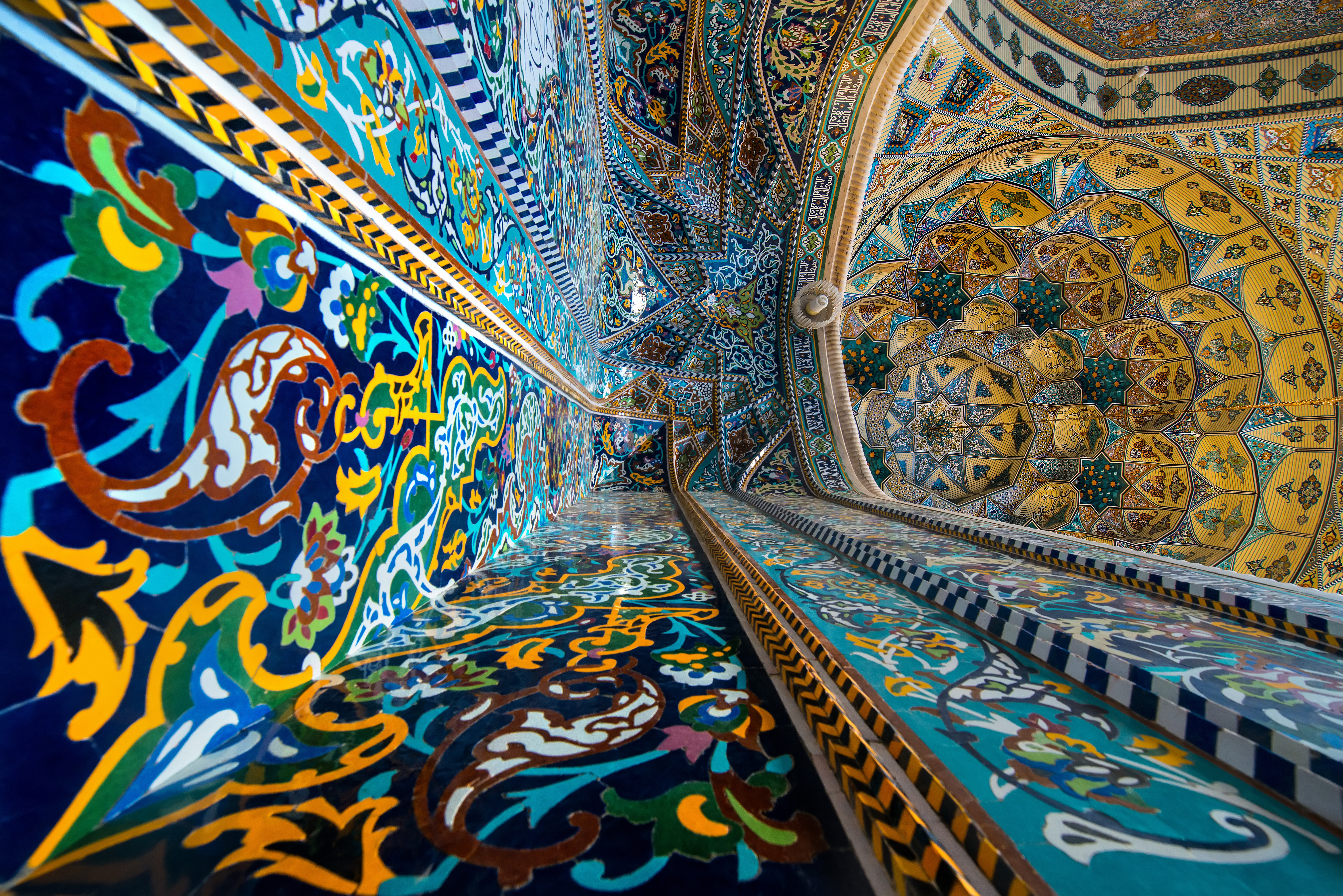
Décoration du mausolée de l'imam Reza, en 2017.

Le mausolée de l'imam Reza (en persan : حرم امام رضا) est un mausolée situé à Machhad en Iran, en l'honneur d'Ali al-Reza, le 8e des Douze Imams du chiisme duodécimain. Il est la plus grande mosquée d'Iran, et la plus grande du monde après celles d'Arabie-Saoudite. Il contient notamment la mosquée Goharshad.
Le mausolée est un lieu touristique important : entre 20 et 30 millions de personnes le visitent chaque année,,,.
Il est géré par la fondation (ou bonyad) Astan-e Qods Razavi.

## Attentat à la bombe de 1994
L'explosion d'une bombe se produit au mausolée d'Ali al-Ridha le 20 juin 1994. L'attaque fait au moins 25 morts et au moins 70 blessés. Le gouvernement iranien accuse l'Organisation des moudjahiddines du peuple iranien. Cependant, l'OMPI condamne l'attaque. Ramzi Yousef, membre d'Al-Qaïda et responsable de plusieurs attentats terroristes, est également accusé d'en être responsable. La revue Middle East International suggère qu'un groupe sunnite pourrait avoir été impliqué,.

## Galerie

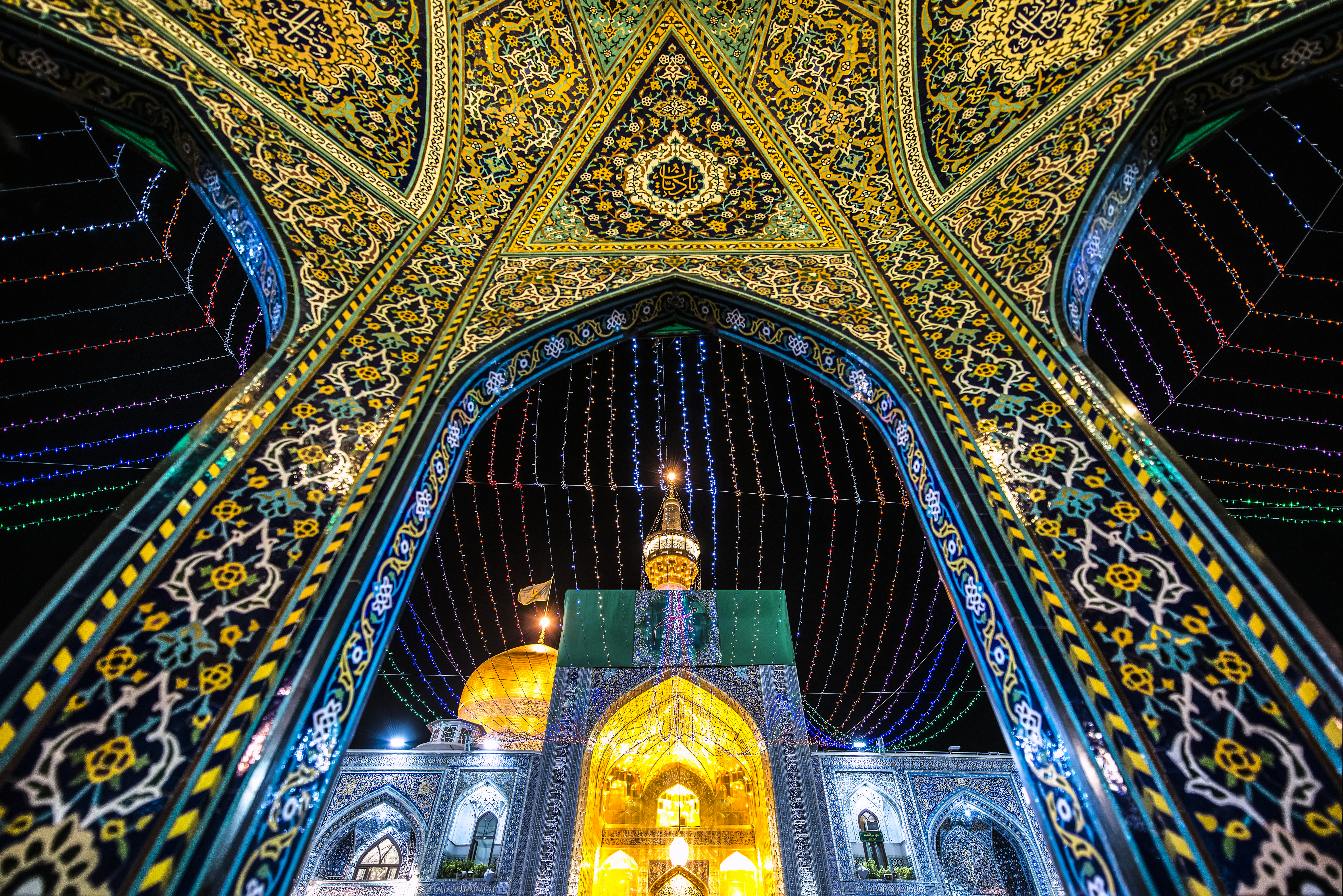
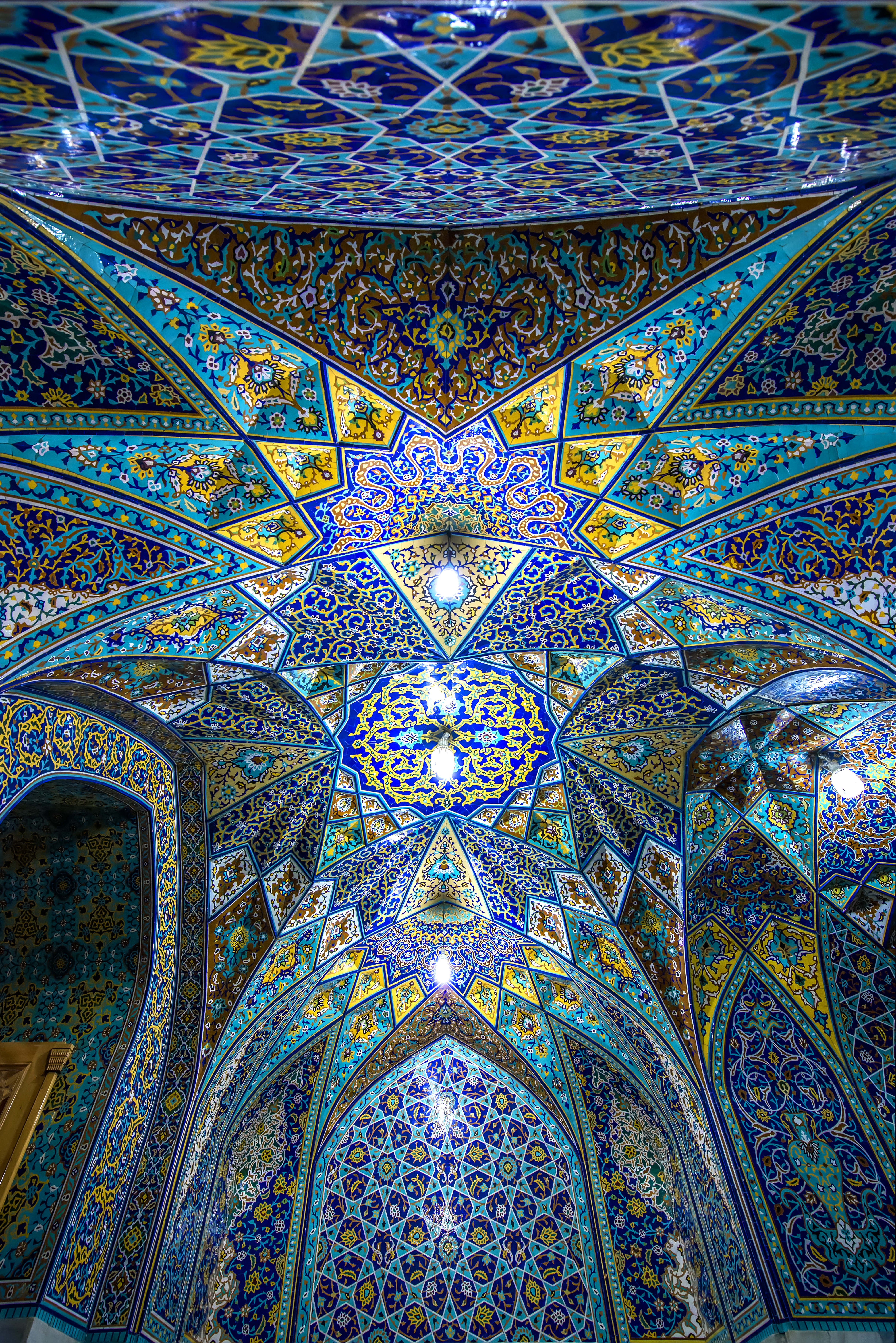